# Futebol nos Jogos Asiáticos de 2022
As competições de Futebol nos Jogos Asiáticos de 2022 em Guanzhou, na China, serão realizados entre os dias 19 de setembro e 7 de outubro de 2023. Adiado, devido à Pandemia de COVID-19 na China e as restrições do país para controlar o vírus, dois torneios serão disputados: um masculino e feminino e tês locais receberão partidas: Hangzhou, Zhejiang, Wenzhou, totalizando oito estádios.

## Nações participantes
Ao todo, 23 CONs qualificaram sua respectiva equipe de futebol no torneio masculino e 17 qualificaram no evento feminino. Cada equipe é constituída por 20 atletas.

### Torneio masculino
- AFG Afeganistão
- BHR Bahrein
- BAN Bangladesh
- CHN China (país-sede)
- TPE Taipé Chinês
- HKG Hong Kong
- IND Índia
- INA Indonésia
- IRN Irã
- JPN Japão
- KUW Kuwait
- KGZ Quirguistão
- MON Mônaco
- MYA Mianmar
- PRK Coreia do Norte
- PLE Palestina
- QAT Catar
- KSA Arábia Saudita
- KOR Coreia do Sul
- SYR Síria
- THA Tailândia
- UZB Uzbequistão
- VIE Vietnã

### Torneio feminino
- AFG Afeganistão
- BAN Bangladesh
- CAM Camboja
- CHN China (país-sede)
- TPE Taipé Chinês
- HKG Hong Kong
- IND Índia
- JPN Japão
- MON Mônaco
- MYA Mianmar
- NEP Nepal
- PRK Coreia do Norte
- PHI Filipinas
- SGP Singapura
- KOR Coreia do Sul
- THA Tailândia
- UZB Uzbequistão
- VIE Vietnã

## Calendário
Todos os horários estão no Horário Padrão Chinês (UTC+8).
| G | Fase de grupos | ⅛ | Oitavas de final | ¼ | Quartas de final | ½ | Semifinais | B | Disputa do bronze | F | Disputa do Ouro |

| DateEvent | Ter 19 | Qua 20 | Qui 21 | Sex 22 | Sáb 23 | Dom 24 | Seg 25 | Ter 26 | Qua 27 | Qui 28 | Sex 29 | Sáb 30 | Dom 1 | Seg 2 | Ter 3 | Qua 4 | Qui 5 | Sex 6 | Sex 6 | Sáb 7 | Sáb 7 |
| --------- | ------ | ------ | ------ | ------ | ------ | ------ | ------ | ------ | ------ | ------ | ------ | ------ | ----- | ----- | ----- | ----- | ----- | ----- | ----- | ----- | ----- |
| Masculino | G      | G      | G      | G      | G      | G      |        | ⅛      | ⅛      |        |        | ¼      |       |       | ½     |       |       |       |       | B     | F     |
| Feminino  |        |        |        |        |        |        | G      | G      | G      | G      | G      | G      | ¼     | ¼     |       | ½     |       | B     | F     |       |       |

## Medalhistas
| Evento             | Ouro | Prata | Bronze |
| ------------------ | ---- | ----- | ------ |
| Masculino detalhes |      |       |        |
| Feminino detalhes  |      |       |        |